# 幸福な森
『幸福な森』（こうふくなもり、英語: The Happy Forest）は、アーノルド・バックスが作曲した交響詩。1914年にピアノ曲として作曲され、1922年に管弦楽編曲された。ハーバート・ファージョンによる同名の寓話から霊感を受けているが、その話は神秘的な存在が見るものを喜ばせる田舎の田園詩である。バックスは出来事の筋書きをなぞるのではなく、話の持つ雰囲気を想起させるような形で話を取り扱っている。

## 概要
バックスの弟のクリフォードは四半期に一度刊行される雑誌『Orpheus』の編集者を務めていた。この雑誌では著作家のハーバート・ファージョンが活動しており、レヴューのスケッチや軽い韻文などの作家として知られていた。ファージョン自身が「散文詩」（prose-poem）と呼んだ短い短編小説『幸福な森』は、「勇ましい」羊飼いたちとサテュロスが集まる牧歌的な飾り気のない情景を描いたもので、「自然詩」（Nature Poem）と評されていた。これに触発されたバックスは同名のピアノ曲を作曲することになる。1914年5月に完成されたその作品はファージョンに献呈された。
第一次世界大戦後にバックスは同曲にオーケストレーションを施した。バックスの伝記作家であるルイス・フォアマンのコメントするところでは、穏やかな田舎の情景もバックスがそこに書いた音楽も、戦争体験を積んだ後には得られなくなってしまったものであり、曲にオーケストレーションを行っていたバックスは「取り戻すことのできない世界を再訪」していたのだという。管弦楽版はユージン・グーセンスに捧げられ、グーセンスの指揮により1923年7月3日にロンドンのクイーンズ・ホールで初演された。また1925年のプロムスではヘンリー・ウッドの指揮によって紹介されている。

## 楽曲構成
開始部は「快活かつ幻想的に」と指定され、弱音器を付けたホルンとハープが中心となって中庸のテンポで演奏し始めるが、音楽はたちまち速度を増していく。曲はスケルツォとトリオの形式をとり、後者の抒情性が両端部分の熱狂と対比される。『マンチェスター・ガーディアン』紙の評論家は、曲が「興味深い細部の詰め込みが非常に密であるが故、全体としての効果ははじめ聴衆から逃げていってしまいがちである」と述べている。『タイムズ』紙は次のように書いている。「[曲は]色彩と運動の情事であるが、ありふれた春の牧歌ではなく、幻想的ななにものか（中略）木々が息づき、どんなことでも起こり得る、ドイツのおとぎ話へ付けるのに適切な楽曲である。」曲にはファージョンのテクストに関連する標題的筆致が多くみられるものの、聴衆が曲を楽しむにあたりそれらを把握している必要は全くないとフォアマンは記している。この作品は筋書きを標題的に表現したものというより、主として物語の持つ雰囲気を想起させるものとなっている。

## 録音史
本作は作曲者の生前には録音の機会を得られなかった。初録音は1969年にエドワード・ダウンズの指揮、ロンドン交響楽団の演奏でRCAビクターに行われた。グラハム・パーレットが収集したバックスのディスコグラフィーには、その後に生まれた4種の録音の詳細が紹介されている。